# Aze (Duo)
Aze ist ein österreichisches Musikduo, bestehend aus Ezgi Atas und Beyza Demirkalp.

## Geschichte
Atas und Demirkalp lernten sich bereits in ihrer frühen Kindheit kennen. Beide wurden um 1998 geboren und wuchsen in Marchtrenk in Oberösterreich auf. Mit ungefähr dreizehn Jahren begannen sie, mit Gitarre und Gesang ernsthafter gemeinsam zu musizieren. Neben Popmusik wie der von Lana del Rey und Justin Bieber hörte Atas zu dieser Zeit vor allen Dingen Emo-Rock und Grindcore, während Demirkalp zusätzlich Hip-Hop und R&B bevorzugte. Nach der Matura zogen beide nach Wien.
2020 erschien die Debütsingle At Home. Im selben Jahr folgte die erste EP Dead Heat bei Ink Music.
Das erste Album Hotline Aze wurde 2022 ebenfalls bei Ink Music veröffentlicht. Beyza Demirkalp war zusammen mit dem Musikproduzenten und Musiker Jakob Herber (Flut) für die Produktion verantwortlich, während Ezgi Atas die Texte schrieb. An dem Titel Sudoku wirkte außerdem der Singer-Songwriter Clemens Bäre alias Doppelfinger mit, für Sweet Talk und Lovely hat das Duo mit Sophie Lindinger (Leyya, My Ugly Clementine) zusammengearbeitet. Im Kurier wird der Inhalt des Albums als „angenehm unaufdringliche Musik […] mit verschlafenen, auf der Gitarre, am Keyboard gereichten Melodien und Beats nahe am Ruhepuls“ beschrieben, die „eine gute Zeit auf der Couch garantiert“. Die wiederkehrenden orientalischen Klänge seien ein Verweis auf die türkischen bzw. kurdischen Elternhäuser der Musikerinnen. Neben dem frühen Musikgeschmack der beiden werden darüber hinaus Pharrell Williams, Justin Timberlake, FKA Twigs, Daniel Caesar und Brent Faiyaz als mögliche Einflüsse identifiziert.
Das Duo selber beschreibt sich mit den Worten „sad und sexy Pop“. Es gehe aber nicht darum, die Traurigkeit zu romantisieren, sondern „die Schwermut mit all ihren Facetten zu akzeptieren – ohne darin zu versinken“. Im SR-Archiv österreichischer Popularmusik werden die Genres Experimental Pop, Hip-Hop, R&B, Dream Pop und Indie-Pop genannt. Aze wird bei Liveauftritten von Moritz Kolmbauer am Schlagzeug und Moritz Köller am E-Bass unterstützt.

## Diskografie
Studioalben
- 2022: Hotline Aze (Ink Music)

EPs
- 2020: Dead Heat (Ink Music)

Singles
- 2020: At Home (Selbstverlag)
- 2021: Alles was du mir gibst (sind leere Versprechen) (mit Eli Preiss; Selbstverlag)
- 2022: We Move (Ink Musik)
- 2022: Sweet Talk / Sidewalk (Ink Music)
- 2023: More Than This (Universal Urban)